# 斯夫鲁兹
斯夫鲁兹（義大利語：Sfruz），是意大利特伦托自治省的一个市镇。总面积11平方公里，人口319人，人口密度29.0人/平方公里（2009年）。ISTAT代码为022173。